# 栂野雅史
栂野 雅史（とがの まさふみ、1984年10月19日 - ）は、千葉県印旛郡栄町出身の元プロ野球選手（投手）。

## 経歴

### プロ入り前
千葉県印旛郡栄町出身。桐蔭学園高等学校にあって、1年生の段階でベンチ入りを果たし、当時からレギュラー投手として活躍した。球速は140km/hを超え、東北高校の高井雄平と並んで注目の高校生として名を馳せていた。栂野の在籍した3年間、桐蔭学園は勝ち運に恵まれず、栂野の入学前と卒業後に桐蔭学園が甲子園出場を果たしているが、栂野は春夏通じて一度も甲子園の土を踏むこと無く終わる。3年の夏は、準決勝の東海大相模戦で予想を覆す圧倒的な相模ペースで試合が進み、コールド負けを喫した。
栂野にはプロ入りも有力であったが力不足を実感し、高校卒業後は社会人野球の新日本石油に入団。1年目から都市対抗野球に出場した。2005年には三菱ふそう川崎の補強選手として都市対抗野球に出場し、本格派右腕として優勝に貢献。同年のドラフト会議で読売ジャイアンツから3位指名を受け入団。

### 巨人時代
ルーキーイヤーの2006年、5月23日の対北海道日本ハムファイターズ戦（東京ドーム）で、中継ぎで初登板を果たし、7試合に登板。
2007年は一軍登板なしに終わった。
2008年は不調の門倉健、野間口貴彦に代わる先発投手の一角として、自身初の開幕一軍を果たした。3月30日の東京ヤクルトスワローズ戦にて先発登板、5回2失点の結果を残した。
2009年はわずか5試合の登板に終わり、2010年は二軍スタートとなり、シーズン中の7月28日、朝井秀樹との交換トレードで東北楽天ゴールデンイーグルスに移籍。背番号は62。

### 楽天時代

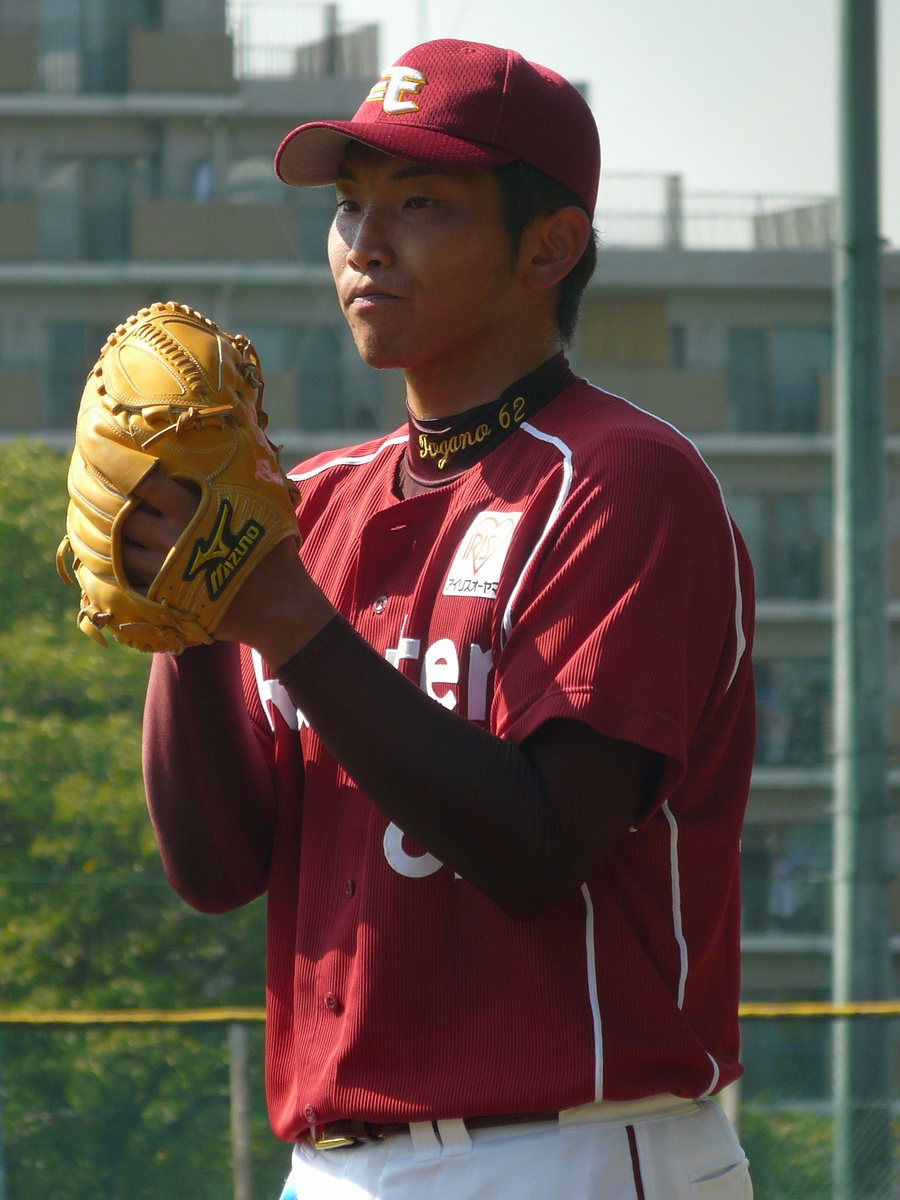

移籍後すぐに一軍に合流し、8月6日の対日本ハム戦（札幌ドーム）で移籍後初登板を果たすも中田翔に本塁打を浴びるなど不調で二軍に降格。以後声はかからず結局2試合の登板に終わった。
秋季キャンプでの紅白戦で好投し、新監督に就任した星野仙一から期待を寄せる選手の一人であると言われた。
2011年は、二軍で10試合に登板するも29失点を喫し、防御率11.37に終わった。10月9日に戦力外通告を受け、12月2日に自由契約公示されて引退した。

### 引退後
2012年1月1日、読売ジャイアンツに打撃投手として入団した。

## プレースタイル・人物
最高球速149km/hの速球とスライダーを武器とする投手。
プロ入団時のドラフト会議前には、横浜ベイスターズと相思相愛であることを公表しており、他球団からの指名を拒否する姿勢を見せていたが、巨人が強行指名を行った格好となった。巨人はドラフト会議前に栂野に指名をすることを伝えており、また栂野本人も所属先や周囲との関係から横浜志望を公言していたものの、本人自身はそこまで強く横浜入りを希望していたわけではなく、指名後は入団交渉が特に難航することもなく入団決定の運びとなった。
小学生の頃にテレビ番組「筋肉番付」（TBS）の名物コーナー「ストラックアウト」で8枚抜きを記録したことがある。

## 詳細情報

### 年度別投手成績
| 年 度     | 球 団     | 登 板 | 先 発 | 完 投 | 完 封 | 無 四 球 | 勝 利 | 敗 戦 | セ 丨 ブ | ホ 丨 ル ド | 勝 率 | 打 者 | 投 球 回 | 被 安 打 | 被 本 塁 打 | 与 四 球 | 敬 遠 | 与 死 球 | 奪 三 振 | 暴 投 | ボ 丨 ク | 失 点 | 自 責 点 | 防 御 率 | W H I P |
| --------- | --------- | ----- | ----- | ----- | ----- | -------- | ----- | ----- | -------- | ----------- | ----- | ----- | -------- | -------- | ----------- | -------- | ----- | -------- | -------- | ----- | -------- | ----- | -------- | -------- | ------- |
| 2006      | 巨人      | 7     | 0     | 0     | 0     | 0        | 0     | 0     | 0        | 0           | ----  | 35    | 7.2      | 11       | 3           | 1        | 0     | 0        | 5        | 1     | 0        | 7     | 7        | 8.22     | 1.57    |
| 2008      | 巨人      | 13    | 3     | 0     | 0     | 0        | 0     | 1     | 0        | 0           | .000  | 91    | 21.1     | 21       | 3           | 8        | 0     | 0        | 11       | 1     | 0        | 11    | 11       | 4.64     | 1.36    |
| 2009      | 巨人      | 5     | 0     | 0     | 0     | 0        | 0     | 0     | 0        | 0           | ----  | 25    | 6.2      | 4        | 1           | 3        | 0     | 0        | 4        | 0     | 0        | 3     | 3        | 4.05     | 1.05    |
| 2010      | 楽天      | 2     | 0     | 0     | 0     | 0        | 0     | 0     | 0        | 0           | ----  | 7     | 1.0      | 4        | 1           | 0        | 0     | 0        | 0        | 0     | 0        | 4     | 4        | 36.00    | 4.00    |
| 通算：4年 | 通算：4年 | 27    | 3     | 0     | 0     | 0        | 0     | 1     | 0        | 0           | .000  | 158   | 36.2     | 40       | 8           | 12       | 0     | 0        | 20       | 2     | 0        | 25    | 25       | 6.14     | 1.42    |

### 記録
- 初登板：2006年5月23日、対北海道日本ハムファイターズ1回戦（東京ドーム）、9回表に4番手で救援登板・完了、1回無失点
- 初奪三振：2006年5月25日、対北海道日本ハムファイターズ3回戦（東京ドーム）、9回表に鶴岡慎也から見逃し三振
- 初先発：2008年3月30日、対東京ヤクルトスワローズ3回戦（明治神宮野球場）、5回2失点

### 背番号
- 27 （2006年）
- 68 （2007年 - 2010年途中）
- 62 （2010年途中 - 2011年）
- 203 （2012年 - ）